# Hasso Viebig
Hasso Robert Viebig (* 21. Mai 1914 in Neubrandenburg; † 16. September 1993 in Überlingen) war ein deutscher Offizier, Angehöriger der Organisation Gehlen sowie des Bundesnachrichtendienstes und zuletzt Brigadegeneral der Bundeswehr.

## Leben
Viebig, geboren als Sohn eines Rittergutbesitzers und Landwirts in Mecklenburg, trat nach seinem Abitur am 1. April 1934 als Offizieranwärter beim Artillerie-Regiment 3 in Schweindnitz in die Reichswehr ein. Am 1. April 1936 wurde er zum Leutnant befördert und war bis Oktober 1936 Batterieoffizier im Artillerie-Regiment 3. Es folgten Verwendungen als Ordonnanzoffizier, Batterieoffizier, Regiments-Adjutant und Batteriechef im Artillerie-Regiment 8 in Oppeln und Troppau sowie in Polen und Frankreich bis August 1940. Am 14. Juli 1940 wurde ihm das Eiserne Kreuz I. Klasse verliehen. Anschließend war er von September 1940 bis Juli 1942 Erster Ordonnanzoffizier im Stab der 8. Infanterie-Division, mit der er in Russland war. Vom August 1942 bis Januar 1943 war in zum Stab der 18. Panzergrenadier-Division in Russland kommandiert. Von Februar bis Juni 1943 nahm er am 9. Generalstabslehrgang an der Kriegsakademie in Berlin teil und wurde am 1. August 1943 zum Major ernannt. Von August bis Oktober 1943 war er Zweiter Generalstabsoffizier der 24. Infanterie-Division und anschließend bis Februar 1944 Quartiermeister des LIV. Armeekorps. Zuletzt war er ab März 1944 Erster Generalstabsoffizier (Ia) im Stab des LXXXIV. Armeekorps und geriet Ende August 1944 bei Falaise in britische Kriegsgefangenschaft.
Nach der Entlassung aus der Kriegsgefangenschaft im Oktober 1946 arbeitete Viebig ab Januar 1947 für die Organisation Gehlen und, nach deren Umwandlung in den Bundesnachrichtendienst zum 1. April 1956, für diesen bis Dezember 1958. Am 1. März 1957 wurde er in ein Dienstverhältnis als Soldat im Dienstgrad Oberstleutnant berufen.
Im Januar 1959 wechselte er zum Bundeswehr und wurde Generalstabsoffizier für Militärisches Nachrichtenwesen (G2) im Wehrbereich I in Kiel. Im August 1962 wurde er Dezernent, später Leiter, G2/Auswertung im Truppenamt in Köln. Ab März 1963 war er Oberst Leiter des Presse- und Informationsstabes des Bundesministeriums der Verteidigung und Pressesprecher. Im Oktober 1966 wurde er Brigadekommandeur der Panzergrenadierbrigade 13 in Wetzlar. Am 3. Oktober 1966 wurde er zum Brigadegeneral ernannt. In seiner letzten Verwendung war er ab August 1967 stellvertretender Kommandeur und Kommandeur Divisionstruppen der 10. Panzergrenadierdivision (Bundeswehr) in Sigmaringen. Mit Ablauf des September 1970 wurde er in den Ruhestand versetzt.
Ab 1971 war er freier Mitarbeiter beim Südkurier in Konstanz und ab 1972 Geschäftsführer im Vorstand der Gesellschaft für Wehrkunde.
Viebig lebte in Owingen bei Überlingen am Bodensee. 1984 wurde er mit dem Großen Verdienstkreuz des Verdienstordens der Bundesrepublik Deutschland ausgezeichnet.